# Mestna avtobusna linija št. 81 (Szczecin)
Mestna avtobusna linija številka 81 (Dworzec Główny – Przecław) je ena izmed avtobusnih linij javnega mestnega prometa v Ščečinu. Povezuje Nowe Miasto in Przecław.

## Trasa
Dworzec Główny PKP – Kolumba – Nabrzeże Wieleckie – Wyszyńskiego – plac Brama Portowa – plac Zwycięstwa – Krzywoustego – plac Kościuszki – Aleja Piastów – Mieszka I – Cukrowa (vrnitev: Południowa) – Rondo Uniwersyteckie – Cukrowa – Przecław